# مویکی
مویکی (به لاتین: Mojki) یک روستا در لهستان است که در گمینا کوبلین-بوژمه واقع شده‌است. مویکی ۵۰ نفر جمعیت دارد.